# Lionel Greenstreet
Lionel Greenstreet, né le 20 mars 1889 et mort le 13 janvier 1979, est le second capitaine de l'Endurance et un membre de l'expédition Endurance (1914-1917) pour laquelle il a reçu la médaille polaire.